# Svinninge (Nørre Asmindrup)
 Denne artikel omhandler byen Svinninge (Nørre Asmindrup). Der er også andre byer med dette navn, se Svinninge (flertydig).
Svinninge er en del af stationsbyen Nørre Asmindrup på Nordvestsjælland. Svinninge er beliggende i Odsherred i Nørre Asmindrup Sogn fire kilometer syd for Højby, fire kilometer nord for Vig, fem kilometer vest for Strandhuse og 24 kilometer nord for Holbæk. Før sammensmeltningen med Nørre Asmindrup havde Svinninge 599 indbyggere i byområdet (2011). Byen tilhører Odsherred Kommune og er beliggende i Region Sjælland.

## Byens navn
Svinninge var tidligere en selvstændig landsby i Nørre Asmindrup Sogn. I dag er den sammenvokset med nabobyen Nørre Asmindrup, og selvom Svinninge er den folkerigeste by i sognet, betegnes hele byområdet i dag lokalt for Nørre Asmindrup og fra og med 2012 også officielt Nørre Asmindrup.
Baggrunden for navneforvirringen starter ved anlæggelsen af Odsherredsbanen, hvor jernbanestationen anlægges ved Svinninge, men da der allerede findes en langt større stationsby med samme navn godt 20 km sydligere på Odsherredsbanen (Svinninge i Svinninge Sogn), får den mindre nordlige station navnet Nørre Asmindrup Station efter nabolandsbyen. Den nye bydel, der skyder op omkring stationen får betegnelsen Nørre Asmindrup Stationsby, men blandt mange lokale betegnes bydelen Stationsbyen eller Svinninge Stationsby, skønt Svinninge Stationsby var den officielle betegnelse for den større sydligere stationsby.